# Colognola al Piano
Colognola is een plaats (frazione) in de Italiaanse gemeente Bergamo.